# Zápas na Letních olympijských hrách 1980 – muži, volný styl do 100 kg
Zápas ve volném stylu ve váhové kategorii do 100 kg probíhal na Letních olympijských hrách 1980 v Moskvě, v atletické hale CSKA Moskva. O medaile se utkalo celkem 15 zápasníků.

## Turnajové výsledky
Za prohru zápasníci získávají záporné body. 6 bodů vyřazuje zápasníka z dalších bojů. Poté, co zbývají poslední tři borci, utkají se tito ve finálovém kole o medaile.
Legenda
- TF — Lopatkové vítězství
- IN — Vítězství pro soupeřovo zranění
- DQ — Vítězství pro soupeřovu pasivitu
- D1 — Vítězství pro soupeřovu pasivitu, vítěz taktéž napomínán
- D2 — Oba zápasníci diskvalifikováni pro pasivitu
- FF — Kontumační vítězství
- DNA — Soupeř nenastoupil
- TPP — Trestné body celkem
- MPP — Trestné body za zápas

Sankce
- 0 - Lopatkové vítězství, technická převaha, pro pasivitu, zranění soupeře, nenastoupení
- 0,5 - Výhra na body, 8-11 bodů rozdíl
- 1 - Výhra na body, 1-7 bodů rozdíl
- 2 - Výhra pro pasivitu, vítěz taktéž napomínán
- 3 - Prohra na body, 1-7 body rozdíl
- 3,5 - Prohra na body, 8-11 bodů rozdílu
- 4 - Prohra lopatková, technickou převahu, pro pasivitu, zranění, nenastoupení

### Kolo 1
| TPP | MPP |                        | Score     |                              | MPP | TPP |
| --- | --- | ---------------------- | --------- | ---------------------------- | --- | --- |
| 4   | 4   | Satpal Singh (IND)     | TF / 4:28 | Július Strnisko (TCH)        | 0   | 0   |
| 4   | 4   | Saleh El-Said (SYR)    | TF / 3:45 | Harald Büttner (GDR)         | 0   | 0   |
| 0   | 0   | Vasile Puşcaşu (ROU)   | IN / 6:46 | Frank Andersson (SWE)        | 4   | 4   |
| 0   | 0   | Bárbaro Morgan (CUB)   | TF / 2:46 | Chorloogijn Bajanmönch (MGL) | 4   | 4   |
| 0   | 0   | Ilja Mate (URS)        | TF / 3:42 | Santiago Morales (ESP)       | 4   | 4   |
| 4   | 4   | Bourcard Bineli (CMR)  | TF / 1:22 | Ambroise Sarr (SEN)          | 0   | 0   |
| 0   | 0   | Slavčo Červenkov (BUL) | DQ / 6:42 | Antal Bodó (HUN)             | 4   | 4   |
| 0   |     | Tomasz Busse (POL)     |           | Bye                          |     |     |

### Kolo 2
| TPP | MPP |                              | Score     |                        | MPP | TPP |
| --- | --- | ---------------------------- | --------- | ---------------------- | --- | --- |
| 0   | 0   | Tomasz Busse (POL)           | 18 - 3    | Satpal Singh (IND)     | 4   | 8   |
| 0   | 0   | Július Strnisko (TCH)        | TF / 0:48 | Saleh El-Said (SYR)    | 4   | 8   |
| 1   | 1   | Harald Büttner (GDR)         | 6 - 5     | Vasile Puşcaşu (ROU)   | 3   | 3   |
| 4   | 4   | Bárbaro Morgan (CUB)         | DQ / 7:02 | Ilja Mate (URS)        | 0   | 0   |
| 4   | 0   | Chorloogijn Bajanmönch (MGL) | TF / 2:42 | Santiago Morales (ESP) | 4   | 8   |
| 8   | 4   | Bourcard Bineli (CMR)        | TF / 1:14 | Slavčo Červenkov (BUL) | 0   | 0   |
| 4   | 4   | Ambroise Sarr (SEN)          | DQ / 5:11 | Antal Bodó (HUN)       | 0   | 4   |
| 4   |     | Frank Andersson (SWE)        |           | DNA                    |     |     |

### Kolo 3
| TPP | MPP |                      | Score     |                              | MPP | TPP |
| --- | --- | -------------------- | --------- | ---------------------------- | --- | --- |
| 1   | 1   | Tomasz Busse (POL)   | 10 - 6    | Július Strnisko (TCH)        | 3   | 3   |
| 1.5 | 0.5 | Harald Büttner (GDR) | 11 - 3    | Bárbaro Morgan (CUB)         | 3.5 | 7.5 |
| 3   | 0   | Vasile Puşcaşu (ROU) | TF / 2:26 | Chorloogijn Bajanmönch (MGL) | 4   | 8   |
| 0   | 0   | Ilja Mate (URS)      | TF / 1:41 | Antal Bodó (HUN)             | 4   | 8   |
| 8   | 4   | Ambroise Sarr (SEN)  | TF / 1:08 | Slavčo Červenkov (BUL)       | 0   | 0   |

### Kolo 4
| TPP | MPP |                       | Score |                        | MPP | TPP |
| --- | --- | --------------------- | ----- | ---------------------- | --- | --- |
| 4   | 3   | Tomasz Busse (POL)    | 4 - 4 | Harald Büttner (GDR)   | 1   | 2.5 |
| 4   | 1   | Július Strnisko (TCH) | 8 - 7 | Vasile Puşcaşu (ROU)   | 3   | 6   |
| 1   | 1   | Ilja Mate (URS)       | 6 - 4 | Slavčo Červenkov (BUL) | 3   | 3   |

### Kolo 5
| TPP | MPP |                        | Score     |                      | MPP | TPP |
| --- | --- | ---------------------- | --------- | -------------------- | --- | --- |
| 7   | 3   | Tomasz Busse (POL)     | 2 - 9     | Ilja Mate (URS)      | 1   | 2   |
| 4   | 0   | Július Strnisko (TCH)  | DQ / 8:21 | Harald Büttner (GDR) | 4   | 6.5 |
| 3   |     | Slavčo Červenkov (BUL) |           | Bye                  |     |     |

### Finále
Výsledky z předchozích kol se započítávají do finále (žlutě zvýrazněno).
| TPP | MPP |                        | Score  |                        | MPP | TPP |
| --- | --- | ---------------------- | ------ | ---------------------- | --- | --- |
|     | 1   | Ilja Mate (URS)        | 6 - 4  | Slavčo Červenkov (BUL) | 3   |     |
| 3.5 | 0.5 | Slavčo Červenkov (BUL) | 11 - 3 | Július Strnisko (TCH)  | 3.5 |     |
| 1   | 0   | Ilja Mate (URS)        | 15 - 3 | Július Strnisko (TCH)  | 4   | 7.5 |

## Finálové pořadí
1. Ilja Mate (URS)
2. Slavčo Červenkov (BUL)
3. Július Strnisko (TCH)
4. Harald Büttner (GDR)
5. Tomasz Busse (POL)
6. Vasile Puşcaşu (ROU)
7. Bárbaro Morgan (CUB)
8. Chorloogijn Bajanmönch (MGL)